# Christinus
Christinus Wells & Wellington, 1983 è un genere di piccoli sauri della famiglia Gekkonidae, diffusi in Australia.

## Biologia
Si nutrono di insetti.

## Tassonomia
Il genere Christinus comprende le seguenti specie:
- Christinus guentheri (Boulenger, 1885)
- Christinus marmoratus (Gray, 1845)

Questo genere è stato creato recentemente (1983) trasferendo le due specie che vi sono incluse dal genere Phyllodactylus al quale appartenevano in precedenza.